# Amberes (novela)
Amberes es la octava novela editada del escritor chileno Roberto Bolaño, publicada por la Editorial Anagrama en Barcelona, España en 2002.
El libro muestra diversos trazos de historias que se entrelazan de manera confusa, utilizando un lenguaje experimental, más de narrativa poética que en el resto de sus novelas. Su título se refiere a la ciudad belga de Amberes, si bien esta no juega ningún rol en la obra.
La obra está dedicada a sus dos hijos, Alexandra y Lautaro. En el libro dice que fue escrita a lo largo de varios años, al menos teniéndose una versión preliminar en 1980, a juzgar por el último capítulo, denominado «Post scriptum» y firmado ese año en Barcelona. No obstante, en una nota escrita por el autor para el libro La Universidad Desconocida, el mismo indica que fue escrita en 1980 mientras trabajaba de vigilante nocturno en el camping Estrella de Mar de Castelldefels. La versión publicada va precedida de una nota introductoria de tres páginas titulada «Anarquía total: Veintidós años después» y firmada por Bolaño en Blanes en 2002, última ciudad en la que vivió.
En una entrevista en 2003, pocos meses antes de fallecer, el propio autor se refirió a esta novela en los siguientes términos:

«Amberes me gusta mucho, tal vez porque cuando escribí esa novela yo era otro, en principio mucho más joven y quizás más valiente y mejor que ahora. Y el ejercicio de la literatura era mucho más radical que hoy, que procuro, dentro de ciertos límites, ser inteligible. Entonces me importaba un comino que me entendieran o no.»
Roberto Bolaño

## Argumento
Las historias transitan entre la de un policía extraviado entre Castelldefels y Barcelona, una joven pelirroja perdida en un camping, uno o más crímenes ambiguos y misteriosos, un vagabundo jorobado que vive en un bosque, la proyección de una película en dicho bosque, escenas sadomasoquistas que aparecen y desaparecen abruptamente, un mar desierto que hace desaparecer a las personas que se ven desde lejos.

## Estructura
El libro está dividido en pequeños capítulos de no más de tres páginas cada uno, algunos de los cuales solo tienen la extensión de un párrafo. Probablemente haya varios narradores, uno de los cuales es un joven Bolaño alrededor del 1980, mientras vivía en Barcelona. A lo largo del texto se entrelazan diálogos, pensamientos o recuerdos con frecuencia.
El prefacio del libro incluye una cita de Pascal, y el primer capítulo va precedido por una del productor cinematográfico David O. Selznick.
Luego de la muerte del autor, se encontró el manuscrito original de este libro en una libreta titulada «Narraciones 1980» dentro de un apartado llamado «El Jorobadito»; además de una versión mecanografiada sin título ni fecha, pero seguramente escrita (a juzgar por la máquina de escribir que se utilizó para ella) en 1983 o 1984.

### Lista de capítulos
Lista de capítulos
Anarquía: Veintidós años después
1. Fachada
2. La totalidad del viento
3. Cuadros verdes, rojos y blancos
4. Soy mi propio hechizo
5. Azul
6. Gente razonable y gente irrazonable
7. El Nilo
8. Los utensilios de limpieza
9. Un mono
10. No había nada
11. Entre los caballos
12. Las instrucciones
13. La barra
14. Tenía el pelo rojo
15. La sábana
16. Mi único y verdadero amor
17. Intervalo de silencio
18. Hablan pero sus palabras no son registradas
19. Literatura para enamorados
20. Sinopsis. El viento
21. Cuando niño
22. El mar
23. Perfección
24. Pasos en la escalera
25. Veintisiete años
26. Un silencio extra
27. A veces temblaba
28. Un lugar vacío cerca de aquí
29. Amarillo
30. El enfermero
31. Un pañuelo blanco
32. La calle Tallers
33. La pelirroja
34. Rampas de lanzamiento
35. Un hospital
36. Gente que se aleja
37. Tres años
38. La pistola en la boca
39. Grandes olas plateadas
40. Los motociclistas
41. El vagabundo
42. Agua clara del camino
43. Como un vals
44. Nunca más solo
45. El aplauso
46. El baile
47. No hay reglas
48. Bar la pava, autovía de Castelldefels
49. Amberes
50. El verano
51. No puedes regresar
52. Monty Alexander
53. Barrios Obreros
54. Los elementos
55. Nagas
56. Postscriptum

## Recepción y crítica
Para el escritor Jorge Volpi, esta es una obra «regular» del autor, que no obstante pone al mismo nivel de Amuleto, novela que en general ha sido celebrada por la crítica.

## Análisis de la obra
Esta obra pertenece a lo que podría llamarse post-infrarrealismo.
En esta obra aparece un sueño visual, que tras ser interpretado por el narrador, este agrega «supongo que ya poca estética [sic] queda en mí». Dicho sueño aparece varios años más tarde en la aclamada novela del autor Los detectives salvajes (1998) como un poema titulado «Sión» escrito por la antigua estridentista y fundadora de la primera versión del real visceralismo, Cesárea Tinajero. Esta frase de Amberes, para las investigadoras Andrea Cobas y Verónica Garibotto, son significativas para entender la aparición del poema en Los detectives salvajes, ya que en dicha obra Tinajero simboliza el fracaso de las vanguardias de los años 1920.

## La Universidad Desconocida
En 2007 se publicó un libro póstumo de poesía de Bolaño llamado La Universidad Desconocida, que incluye, además de poemas inéditos y otros presentes en otros libros de poesía anteriormente publicados tales como Fragmentos de la Universidad Desconocida (1992), Los perros románticos (1993) o Tres (2000), la totalidad de esta obra, con cambios mínimos e incluyendo un breve pasaje adicional llamado «El brillo de la navaja» y quitando la nota introductoria. Además cambia el nombre del libro por el de Gente que se aleja, y los pasajes «Tenía el pelo rojo», «Veintisiete años», «No puedes regresar» y «Barrios obreros» pasan a llamarse, respectivamente, «El policía se alejó», «27 años», «Noche silenciosa» y «Automóviles vacíos».